# Skins ’n’ Punks Volume Two
Skins ’n’ Punks Volume Two – tytuł albumu wydanego przez anarchopunkowy zespół Oi Polloi ze Szkocji. Materiał został wydany jak split z grupą Betrayed przez Oi! Records w 1986 roku.

## Lista utworów
1. Boot Down the Door
2. Americans Out
3. Thugs in Uniform
4. Pigs for Slaughter
5. Rich Scumbag
6. Never Give In